# 혼 아우르테네체
혼 아우르테네체 보르데(스페인어: Jon Aurtenetxe Borde, 1992년 1월 3일 ~ )는 스페인의 축구 선수이다. 현재 던디에서 활약중이고, 바스크 축구 국가대표팀에서도 활약 하고 있다. 포지션은 수비수이다.